# Heidi Jacobsen
Heidi Jacobsen er en tidligere dansk atlet. Hun var medlem af Københavns IF.

## Danske mesterskaber
- Bronze 1998 200 meter inde 27,83